# エス (文化)
エスとは、特に戦前の、日本の少女・女学生同士の強い絆を描いた文学、または現実の友好関係。sisterの頭文字からきた隠語である。

## 概要
「エス」とはsisterの頭文字からきた隠語で、血のつながりのない少女同士、あるいは女教師などとの情熱的な関係を表し、1910年代より現れ「お目」「おでや」などの他の隠語を抑えて一般化した。
| 「                      | 年長上級の女学生が、新入下級の罪のない愛くるしい年少のお嬢さんを見染め、アア可愛らしいと思うと、これを『御連中』といって、同級中最も神前な友人四五人乃至五六人から出来上がっている団体に向かい、『私新入学の誰々さんが可愛らしいから、お目にしたいのですが、何でしょう』と相談をかける、お目とは愛人が愛人を呼ぶ隠語なのである。 相談を受けた御連中のうち、その名指された可憐の少女に対する先愛者がなければ、『それでは取持ましょう』ということになる。 相談主の女学生は、大喜びで、直に由縁の紫、或は燃る想の紅のリボンを御連中に渡す、御連中はきわめて秘密に其愛された少女を呼んで、そとこれまでの成行きを囁きつつ、リボンを手渡しするのである。 少女若し黙して、其のリボンを受取り、緑艶やかな髪に結べば、相談即ち纏った験で相愛いとも濃かに相呼ぶにお目さんお目さんの隠語を以てするようになる。 | 」 |
| —『ムラサキ』1910年10月 | |    |

とくに少女小説の先駆けである吉屋信子（同性愛者であり、作品にもその傾向が強く認められるものが多い）の花物語が少女画報に掲載されブームになったことで「エス」を扱った作品が相次いで登場し、ついで「少女の友」に似たような作品が大量に掲載され、1930年代にピークを迎えた。例えば吉屋信子の『わすれなぐさ』『街の子だち』、川端康成（中里恒子）『乙女の港』などの、女学校のありようをリアルに描いた作品がそうである。支持の背景には女子中等教育の普及により女学生と女学校の卒業生が増えたことがある。エスはこうした文学の世界にはっきりとした輪郭を示し、小説世界は現実のありふれた少女同士の関係を装飾し、特別な関係に仕立て上げる装置として機能した。投稿や小説中にははっきりと「愛」「愛情」と形容されている。ただし当時は内務省図書課が同性愛の描写を監視しており、小説の中における少女たちの肉体的な接触は制限されていた。当時の女学校には同じような意味を表す「ストローク」「クロスゲーム」といった隠語もあり、また少女雑誌の投稿に同級生や女教師、女子運動選手などへのエスを思わせるものが、編集者を辟易させるほど多くみられたことから、エスが女学生文化の一つであり一般的な関係だったことを窺わせている。
以下に実際の少女雑誌の投稿文を掲げる。
| 「                        | [問]先生。どうぞこの哀れな私を救ってくださいませ。私は女学校三年の、悩みに泣く哀れな子でございます。私の教室の五番目が私、四番目が私の慕うM様でございます。M様！M様！その名をお呼びしただけでも私の心は狂いそうでございます。でも、私のあこがれのM様は、この悲しい私の悩みなどは御存知なく、ただ天使のようなほほえみと、白い頬に可愛くへこむえくぼとで、私の心をひきつけていらっしゃいます。（中略）だのに、だのに、M様はもとより御存知のはずがなく、ただ愉快そうに、笑って、芝生の上を胡蝶のように、天使のように飛びまわって居られます。ああ、神様、もし神様があるならば、一時間でもよいから親しく話させて下さればいいのに。（後略） | 」 |
| —『少女画報』昭和3年9月号 | |    |

## 背景
女性同士の心中は19世紀から報道されていたが、1911年の新潟における女学生同士の心中以来、1930年代には女学生同士の心中が頻発し、少女同士の親密な関係が同性愛として問題視されだした。しかし友情と弁別が困難であるため、女学生の一時的・精神的なものであり、当時は一部の異常者によるものとされていた一方が男性化したことによって発生する同性愛とは区別され、教育者が「善導」するべきものとすることで学校側は批判を回避しようとした。ただし卒業後も継続する場合は「老嬢」として貶められた。一方当事者である女学生にとってはエスのような親密な関係は単なる友情とは区別された。この「仮の同性愛」と「真の同性愛」の二分法は恣意的であり当事者にとっては大きな意味は持たなかったと考えられる。むしろ同性愛/友情という二項対立が成立していない当時は「友情」の名の下にさまざまな関係が模索されたのである。
エスにはいくつか特徴がある。少女同士の一対一の関係であること。お互いは唯一無二の存在であり、ほかの子とは仲良くならないこと（こればかりは文学上の関係で、現実は裏切りがあった）。助け合い、お互いの成長を促すこと。永続的であること。相手のすべてを受け入れること。清純さが求められること。憧れによって模倣し鏡像性を示し、同一化を願うこと。などであった。上級生、下級生にそれぞれ一人ずつで、例えば上級生に二人もってはいけないなどの決まりもあった。こうしたいわば自然法は地域による違いもあったと考えられているが、違反すれば制裁にあった。また、エスが近親相姦的願望だったという分析もある。相手を好きになると恋人にも友人にも家族にもなりたくなり、最終的には同一化を求めるというものである。さらにエスへとつながる同性への憧れや美点を見出す視点がナルシスティックに自分自身に対し向けられることもあった。逆に当時の異性愛の特徴は女性のみに貞操義務があり、男性優位の権力関係にあり、良妻賢母という女性による男性への援助や全受容は奨励されてもその逆はない、といったものでありエスとは対照的だった。それゆえエスには男性優位社会・親きょうだい・結婚へ反発する少女同士が強く結びつくという対抗文化としての意味があり、また対等で自由なロマンティックラブの実践であった。一方で愛情あふれる母・妻になるための装置として奨励されたという見方もある。
エスの発展は理念上にとどまったという意見もあるが、少女雑誌による少女のネットワークにエスが持ち込まれ、投書欄で投書を送りあい、愛読者大会で知り合って文通し、同人誌をつくるといった関係が、結婚後まで続いた場合もあるとの指摘もある。

## 後世への影響
戦後、少女向け雑誌においても男女の恋愛を扱うことが許され、また女学校が解体し自由恋愛が一般化するにつれてエスは衰退する。しかししばらく経ってからエス小説が少女向けのレーベルから復刊されたこともあり、2000年代より始まるいわゆる百合ブームの作品において、エスと同様の関係は多数見出される。またエスに含まれる相手との鏡像性が、現代の少女ファッションにおいて親友同士が同じ服装をまとう双子コーデにつながったという指摘がある。

## 類似する文化
他国においても類似の文化が指摘されている。

### アメリカ合衆国
アメリカにおいて19世紀末に頂点を迎えた「ロマンティックな友情」は、女子大生同士の世帯を生み出した。文学においても、ソドミー行為でないプラトニックな女性の友情を綴るという体裁で、多くの作品が世に出された。
こういった関係は、少女たちが成長した後の実社会でも「ボストンの結婚（Boston marriage）」と呼ばれ、それがプラトニックである限りは、未婚の一形態として尊重されうるものであった。
しかしながら、これらの関係は、男性のそれに対する苛烈な処遇に比すれば平和ではあったものの、しばしば不道徳とみなされ、批判の対象となった。